# Allison Nelson
Allison Nelson (11 mars 1822 – 7 octobre 1862) est le neuvième maire d'Atlanta, servant à partir de janvier jusqu'en juillet 1855, quand il démissionne de ses fonctions. Il meurt de maladie dans le comté de Prairie (aujourd'hui comté de Lonoke), en Arkansas, au cours de la guerre de Sécession.

## Jeunesse
Son père, John, est l'un des premiers colons du comté de DeKalb qui fait fonctionner le ferry de Nelson à travers la rivière Chattahoochee jusqu'à son assassinat par John W. Davis en 1825.

## Carrière politique
Dans une élection serrée pour la mairie, Nelson, concourant en tant que démocrate, défait le candidat du parti Know Nothing, Ira O. McDaniel, mais il démissionne en juillet, lorsque le conseil de la ville réduit une amende qu'il a donnée à deux jeunes hommes pour avoir destruit un bien de la ville, laissant ainsi John Glen comme maire intérimaire. Nelson part pour le Kansas pendant les litiges transfrontaliers, puis s'installe à Meridian, au Texas, où il participe aux affaires indiennes, servant sous les ordres de Lawrence S. Ross, et en 1860, est élu à l'assemblée législative.

## Service militaire et la mort
Au cours de la guerre américano-mexicaine, Nelson sert comme capitaine dans les rangers de Kennesaw avec un autre futur maire, Cicero C. Hammock, ainsi que le père du maire John B. Goodwin – Williamson H. Goodwin. Nelson sert plus tard en tant que brigadier général sous les ordres du général Narciso López, dans une vaine tentative pour libérer Cuba de l'Espagne. Il sert également en tant qu'officier supérieur dans l'armée des États confédérés jusqu'à ce qu'il contracte le typhus. Il est enterré dans le cimetière Mount Holly, à Little Rock, en Arkansas.

## Mémoire
Le cimetière confédéré du camp Nelson (créé en 1897) dans le comté de Lonoke, en Arkansas, est nommé en son honneur.